# Júlio César Soares Espíndola
Júlio César Soares Espíndola, (3 de setembre de 1979) més conegut pels seus dos primers noms, Júlio César, és un futbolista professional del Brasil, que juga com a porter al Benfica a la Lliga Portuguesa i a la selecció de futbol del Brasil.

## Carrera esportiva
El 1998 va debutar com a professional al Flamengo, on va passar sis anys i mig. Posteriorment va fitxar per un club italià, concretament el Chievo Verona. Les seues bones actuacions en l'equip de Verona van permetre-li signar per l'Inter de Milà, on va reemplaçar Francesco Toldo a la porteria nerazurri.
Amb la selecció brasilera ha estat internacional en 27 ocasions. Fou integrant de la selecció brasilera que es va proclamar campiona de la Copa Amèrica 2004 i de la Copa FIFA Confederacions 2005 i 2009. A més, va ser integrant del scratch en el Mundial d'Alemanya 2006, que va caure en portes de la final davant França.
El 2010, es proclama campió de la UEFA Champions League després de véncer el Bayern de Múnic per 2-0 a la final. Més tard, és titular de la selecció del Brasil al Mundial de Futbol celebrat el mateix any. Finalment, però la canarinha cau a quarts de final contra Holanda, en una derrota per 2 gols a 1.
El 7 de maig de 2014 el seleccionador brasiler Luiz Felipe Scolari el va incloure a la llista final de 23 jugadors que representaran el Brasil a la Copa del Món de Futbol de 2014.

### Clubs
- 1998-2004: Flamengo.
- 2005: Chievo Verona.
- 2005-2012: Inter de Milà.
- 2012-Actualment: QPR

## Palmarès

### Torneigs nacionals
- Campionat Carioca (3): 1999, 2000, 2001.
- Copa Guanabara (2): 1999, 2001.
- Copa Río de Janeiro (1): 2000.
- Lliga italiana (5): 2005-06, 2006-07, 2007-08, 2008-09 i 2009-10
- Copa d'Itàlia (2): 2006, 2010.
- Supercopa d'Itàlia: (2): 2005, 2006, 2008.

### Copes internacionals
| Títol                    | Club (*)        | País       | Any     |
| ------------------------ | --------------- | ---------- | ------- |
| Copa Mercosur            | Flamengo        | Brasil     | 1999    |
| Copa Amèrica             | Selecció Brasil | Perú       | 2004    |
| Copa FIFA Confederacions | Selecció Brasil | Alemanya   | 2005    |
| Copa Confederacions      | Selecció Brasil | Sud-àfrica | 2009    |
| Lliga de Campions        | Inter de Milà   | Itàlia     | 2009-10 |

(*) Incloent la selecció